# Anasimyia
Genre
Synonymes
- Eurimyia Bigot, 1883

Anasimyia est un genre d'insectes diptères, une mouche de la famille des Syrphidae.

## Liste d'espèces
- Anasimyia annulipes (Macquart, 1850)
- Anasimyia billinearis (Williston, 1887)
- Anasimyia borealis (Cole, 1921)
- Anasimyia chrysostoma (Wiedemann, 1830)
- Anasimyia contracta Claussen & Torp, 1980
- Anasimyia distinctus (Williston, 1887)
- Anasimyia femorata Simic, 1987
- Anasimyia interpuncta (Harris, 1776)
- Anasimyia inundatus (Violovitsh, 1979)[1]
- Anasimyia japonica (Shiraki, 1930)[1]
- Anasimyia lineata (Fabricius, 1787)
- Anasimyia lunulata (Meigen, 1822)
- Anasimyia perfidiosus (Hunter, 1897)
- Anasimyia smirnovi (Stackelberg, 1924)[1]
- Anasimyia subtransfugus (Stackelberg, 1963)[1]
- Anasimyia transfuga (Linnaeus, 1758)